# أرماندو غونزاليس ساندوفال
أرماندو غونزاليس ساندوفال (بالإسبانية: Armando González Sandoval) (13 يونيو 1997 في المكسيك - ) هو لاعب كرة قدم مكسيكي في مركز الوسط.

## وصلات خارجية
- أرماندو غونزاليس ساندوفال على موقع قاعدة بيانات كرة القدم.إي يو (الإنجليزية)
- أرماندو غونزاليس ساندوفال على موقع Soccerway.com (الإنجليزية)